# 457 Alleghenia
457 Alleghenia eller 1900 FJ är en asteroid i huvudbältet, som upptäcktes 15 september 1900 av de tyska astronomerna Max Wolf och Friedrich Karl Arnold Schwassmann i Heidelberg. Den har fått sitt namn efter staden Allegheny i Pennsylvania.
Asteroiden har en diameter på ungefär 18 kilometer.